# Danmarks IF
Danmarks IF grundades 1931 och är en idrottsförening från Danmarks församling söder om Uppsala i Sverige. Klubben har sitt ursprung i Danmarks by, intilliggande landsbygd samt Bergsbrunna stationssamhälle. Efter hand bebyggdes områdena Vilan, Nåntuna och Sävja med flera områden. Danmarks IF utövar bandy och fotboll. Även "motionsjympa" bedrivs för vuxna i området. Danmarks IF har cirka 1 500 medlemmar, varav cirka en tredjedel är aktiva idrottsutövare. Hemmaarena för fotbollen är Danelids IP i Bergsbrunna.
I början av 2000-talet är det främst damlaget i fotboll som vunnit framgång med framskjutna placeringar i division II. Damlaget i fotboll spelar nu i norrettan (division 1 norra) Tabell

## Fotboll för damer
Efter serieseger i division 2 och kvalspel år 2005 tog sig Danmarks IF:s damlag upp till näst högsta serien (dåvarande Norrettan). År 2006 kom Danmarks IF på sjunde plats med 29 poäng. En stark vår med 21 poäng, följdes av en svag höst med åtta poäng. År 2007 kom Danmarks IF på tredje plats med 36 poäng med flest gjorda mål i serien. Efter 12 spelomgångar var Danmarks IF på tolfte plats med 13 poäng. En stark insats under de tio sista matcherna med 23 poäng förde upp laget till en god tredjeplats. Säsongen 2008 slutade med en femte plats.
Inför säsongen 2009 ändrades förutsättningarna för damfotboll i Uppsala då allsvenska Bälinge IF lade ned elitverksamheten. För Danmark innebar det att klubben plötsligt för Upplands främsta lag. Laget slutade trea 2009 och femma 2010. Bredden på damfotbollen i klubben var stor, varför föreningen under dessa år även hade ett lag i division 2 (Danmarks Dam FF).
Danmark hade själv inte resurserna att ta nästa steg och bli ett allsvenskt lag, inte minst inför förestående serieomläggningar. Inför säsongen 2011 inleddes därför ett samarbete med Sirius. Detta fick till konsekvens att a-laget drog sig ur Norrettan (där det ersattes av IFK Gävle) medan Danmarks Dam FF i division 2 ombildades till Danmark-Sirius DFF (sedermera IK Sirius FK och IK Uppsala Fotboll).
Klubben bedriver dock fortsatt dam- och flickverksamhet, säsongen 2018 återfinns a-laget i division 3.

## Fotboll för herrar
Danmarks IF är känt för att alltid producera nya spelare och för att ha så framgångsrika juniorlag. På senare tid har det däremot gått sämre för a-laget, som ramlat från div 4 till div 5. Danmarks IF har också stor bredd i ungdomsfotbollen genom många lag i olika årskullarna från 6-16 år samt juniorlag.
- 2005 - Division 4 Herrar Uppland, 11:e plats. (Laget åkte ur fyran.)
- 2006 - Division 5 Västra Herrar Uppland, 3:e plats.
- 2007 - Division 5 Västra Herrar Uppland, 4:e plats.

### Styrelse
| - 1931–1933: Harald Pettersson - 1934–1937: Erik Lindell - 1938–1940: Martin Nilsson - 1941–1941: Erik Lindell - 1943–1943: Nils Sjöberg - 1944–1951: Erik Lindell - 1952–1957: Gösta Eriksson - 1958–1965: Folke Ekarv - 1966–1981: Birger Lindh - 1982–1985: Hans Kjellberg - 1986–1992: Owe Hedin - 1993–1994: Anneli Andersson - 1995–1999: Björn Olsson - 2000–2007: Roland Bohlin - 2008–?: Gabriel Vikholm - ?–:Barbro Caesar |

## Fotboll för herrjuniorer
Danmarks IF har haft lite problem med juniorverksamheten under de senaste åren. År 2004 dog hela juniorverksamheten och både tränare och spelare försvann, men startade åter 2006 och slutade då på andra plats i Junior Div 2.
Inför säsongen 2011 har ett i stort sett nytt juniorlag startats upp. Nya tränare, och många nya spelare.